# Vaneau (metrostation)
Vaneau is een station van de metro in Parijs langs metrolijn 10 in het 6e en 7e arrondissement.
De enige ingang bevindt zich in de rue de Sèvres op de rooilijn, zodat het lijkt of men een gebouw in de straat binnengaat.
Het station is vernoemd naar de dichtbijgelegen rue Vaneau. Louis Vaneau was een polytechnicus, die sneuvelde bij de inneming van de kazerne Babylone tijdens de revolutie van juli 1830.
Boulogne - Pont de Saint-Cloud · 
Boulogne - Jean Jaurès · 
Porte d'Auteuil · 
Michel-Ange - Auteuil · 
Église d'Auteuil · 
Michel-Ange - Molitor · 
Chardon-Lagache · 
Mirabeau · 
Javel - André Citroën · 
Charles Michels · 
Avenue Emile Zola · 
La Motte-Picquet - Grenelle · 
Ségur · 
Duroc · 
Vaneau · 
Sèvres - Babylone · 
Mabillon · 
Odéon · 
Cluny - La Sorbonne · 
Maubert - Mutualité · 
Cardinal Lemoine · 
Jussieu · 
Gare d'Austerlitz